# Disperis oxyglossa
Disperis oxyglossa är en orkidéart som beskrevs av Harry Bolus. Disperis oxyglossa ingår i släktet Disperis och familjen orkidéer. Inga underarter finns listade i Catalogue of Life.